# Talleres Corcho
Talleres Corcho fue una empresa industrial fundada en Santander (España), en los inicios de la segunda revolución industrial (1855). Su nombre procede del apellido del padre de su fundador Domingo Corcho, el italiano Giussepe Corcio.
Impulsada a partir de las dos últimas décadas del siglo XIX gracias a la dirección técnica del ingeniero Leonardo Corcho Zárraga, se dedicó a la metalistería, fumistería, instalaciones balnearias, saneamiento, hidráulica e instalaciones eléctricas, industria naval, del ferrocarril, militar, agrícola, química y otra variada producción de ingeniería. Terminó su existencia dedicándose predominantemente al sector de electrodomésticos, a partir de 1962. 
Su denominación fue cambiando a lo largo del tiempo: Talleres de Corcho e Hijos; Corcho Hijos, S.R.C.; Corcho Hijos, S.A.; Corcho, S.A. y, finalmente, Corcho, S.L., justo antes de la definitiva desaparición de su entidad jurídica.
Su razón social y marca, ya inexistentes ambos, tuvieron gran prestigio en la España de finales del XIX y todo el siglo XX, vinculadas a las instalaciones balnearias y cocinas de carbón y leña.

## Cronología de las empresas Corcho
- 1806 - Nace el patriarca de la familia, Giuseppe Corcio Binzana, en Bonasse (Italia). Joven todavía, llega a Santander, donde ejerce sus conocimientos de fundición y metalistería, y se casa con María Estrada de la Vega.

- 1829 - El 22 de noviembre nace en Santander el hijo de Giuseppe, Domingo Corcho Estrada. Se le considera el fundador de las industrias “Corcho”, dedicadando su primer taller a la metalistería, plomería y calderería de cobre.

- 1872 - Leonardo Corcho Zárraga (1850-1921), hijo de Domingo Corcho, estudió Ingeniería Industrial en la Escuela de Barcelona, se incorpora como Director Técnico (con su hermano mayor, Lino, que ejercerá como Director Administrativo) al negocio paterno, que desde entonces pasa a llamarse "Corcho é Hijos". A partir de entonces comienza el lanzamiento productivo y de mercados, que no bajará hasta la gran crisis mundial, que en España coincide con el final de la dictadura primorriverista.

- 1880 - Por estas fechas la empresa comienza a fabricar sus cocinas económicas, cuyo mercado alcanzará gran auge desde finales de siglo. Produce además piezas y materiales para ferrocarriles, minas, puentes de acero, grúas, calderería, turbinas, aparatos hidroterápicos, bombas de bronce y hierro, timbres eléctricos y neumáticos, para-rayos, cañerías de plomo y hierro y toda clase de trabajos concernientes a maquinaria, fundición, calderería y tonelería. Timbres neumáticos. Electricidad, Mecánica, Vapor. Niquelado, Dorado, Plateado.

- 1886 - Corcho bota las primeras embarcaciones, dedicadas al transporte de personas entre la capital y los pueblos de la bahía de Santander.

- 1890-1900 - Estos años son relevantes los trabajos de reparación e instalaciones de buques a flote. Además de la flota de Trasatlántica, los talleres Corcho reparan también barcos del Marqués de Campo (Valencia), dedicados a las colonias filipinas y caribeñas; y de la Transatlántica Mexicana. En la guerra de Cuba, se le encomendó a Talleres Corcho habilitar varios de los grandes transatlánticos de Comillas para el transporte de tropas. En España se listan ya 110 balnearios instalados por Corcho al finalizar el siglo.

- 1898-99 - Al final de la guerra de Cuba, tras la derrota española en la confrontación con los Estados Unidos, llegan a Santander 34 transatlánticos de Comillas con más de 33000 soldados, generando de nuevo importantes trabajos a los astilleros de Santander.

- 1901 - La Sociedad Regular Colectiva Corcho e Hijos se convierte en la Comanditaria “Corcho Hijos (Ingenieros)”, gestionada por Leonardo Corcho Zárraga. Leonardo era amigo de Claudio López, II Marqués de Comillas, que tiene con Corcho Hijos contrato en exclusiva de mantenimiento de los vapores intercontinentales a su paso por el puerto santanderino.

En 1901 el catálogo de cocinas de Corcho disponía de más de 25 modelos de “cocinas económicas”. En los años previos a la guerra de Cuba, Leonardo Corcho, que ya se había especializado en fumistería, reparaba las cocinas de cobre de los buques de la Trasatlántica, con lo que reforzaba paulatinamente la especialidad.
- 1912 - Se concluye el Palacio Real, con instalaciones de cocina, aseos, calderas, calefacción y otras instalaciones fabricadas por Corcho. Se establecen las primeras relaciones de la familia Corcho con los Borbón.

- 1913 - Talleres de San Martín S.A. cede a Corcho Hijos, que ya tenía mayoría accionarial (789 de 950 acciones) los terrenos y edificios de San Martín. Continuarán trabajando en la empresa Miguel López-Dóriga y Francisco Mirapeix (afamado especialista en turbinas, con varias patentes propias).

Al adquirir los Corcho los Talleres de San Martín de los López-Dóriga, amplían la construcción naval, así como la fabricación, con secciones como las turbinas hidráulicas, reguladores para centrales eléctricas, calderería, vagones y contenedores, y otra maquinaria, que se añaden a la fabricación de cocinas, elementos de hidroterapia y bombeo y demás procesos de su sede de la Bajada de Sotileza, que, en principio, tras el traslado, ostenta aún la sede administrativa y comercial.
- 1914 - En Primera Guerra Mundial, Corcho repara buques de los países de la contienda. Incluyendo un submarino alemán que produjo gran expectación en la época.

- 1921 - Muere el 23 de noviembre Leonardo Corcho Zárraga, tras haber dejado convertida la empresa en Sociedad Anónima. Le sucede en la dirección su hijo Leonardo Corcho Pila (tiene otros tres hermanos: Manuel, Enrique y Ángel). En la dirección técnica Evaristo Lavín del Noval (más tarde Félix Aniel Quiroga y Valeriano González Puertas, ambos Ingenieros de la Armada); destacan como técnicos el inglés M. Miller (sustituyó como especialista en turbinas a Mirapeix), el técnico alemán Grossman y Miguel López-Dóriga y Gayé.

- 1926 - En sus tres emplazamientos de Sotileza, La Reyerta y San Martín, “Corcho Hijos (S.A.) Ingenieros” se dedica a “Construcciones metálicas y mecánicas. Fundiciones, Bronces, Reparación de buques, Calderería gruesa. Especialidades de Fumistería, Hidroterapia, Saneamiento, Calefacciones, Turbinas hidráulicas, Maquinaria en general.”

- 1927 - Se crea el monopolio CAMPSA que los años 33-34 recibirá dos barcos de Astilleros Corcho.

- 1928 - El 16 de julio, Astilleros de San Martín de Corcho-Hijos SA se convierte en arrendatario del Dique de Gamazo, tras haber pasado por esta instalación 109 buques desde su inauguración en 1908.

- 1930 - Corcho anuncia sus líneas de producción en Sotileza y La Reyerta mencionando “Fundiciones. Construcciones Metálicas. Bombas. Grúas. Columnas. Esmaltería. Cocinas. Saneamientos. Calefacciones. Turbinas hidráulicas. Fábricas de bañeras esmaltadas. Maquinaria. Calderería. Fundición de Hierro”. Se arrastran los efectos de la crisis del 1929.

- 1931 - Jesús Corcho Horga parte al exilio con la Familia Real, como tutor de los infantes. Estaría presente en las negociaciones sucesorias con Franco en el yate Azor y sería una pieza clave en la evolución de la empresa en los cambiantes años 40 y 50 del siglo XX.

- 1933 - Se entrega un barco al plan de CAMPSA y es encargado un aljibe por la Armada Española, que permitieron un cierto sostenimiento de la economía de los Talleres Corcho en los años de crisis.

- 1936 - Dentro del Plan de construcción naval, Corcho recibe contratos defendidos por una comisión de notables: el diputado socialista de su plantilla, Bruno Alonso, el monárquico Santiago Fuentes-Pila, el Dr. Gregorio Marañón y Manuel Corcho Pila. Durante el primer año de la Guerra Civil (1936-37), de dominio republicano en Santander, se incautan las instalaciones fabriles, reconvirtiendo su producción a la industria militar: proyectiles, bombas, blindajes de vehículos, etc. Muere Luis Arias Corcho, a bordo del Alfonso Pérez, requisado como buque-prisión por los republicanos; en la segunda parte de la guerra(1937-39), bajo dominio de los franquistas, las factorías son militarizadas y se dedican también a la producción de material bélico.

- 1939-44 - Se amplían las instalaciones de Corcho en La Reyerta con nuevas naves e instalaciones técnicas. Tras el incendio de la ciudad de Santander en 1941 y en el proceso de reconversión de la ciudad, son derribados los históricos talleres de Corcho en la Rampa de Sotileza, distribuyéndose sus líneas de producción entre las otras dos factorías.

- 1941 - El nuevo régimen surgido de la Guerra Civil crea la red estatal de ferrocarriles RENFE, que dará trabajo a los Talleres Corcho.

- 1944 - Corcho recibe el encargo de 7 bacaladeros para Pesquerías y Secaderos del Bacalao de España (PEBSA) que resolvieron la crisis de la postguerra y Segunda Guerra Mundial; el último se entregaría el año 1951.

- 1946 - Tiene lugar un nuevo proceso de ampliación en La Reyerta, con lo que se cierra el proyecto iniciado en 1939. Tras la ampliación, y antes de que la Cía. Trasatlántica Española controlara Corcho Hijos S.A. en 1948, los procesos realizados en los primeros tiempos de la Remonta (años 20) son complementados por otros muy diversos. Las fundiciones de bronce y hierro, la esmaltería, la fabricación de bañeras y la de cocinas, que constituían las principales actividades fabriles de los inicios de trayectoria; más adelante habría de fabricar bañeras, turbinas, bazas turcas, placas de ducha, cocinas centrales, reactores para industria química, material ferroviario, calderas y platos para Solvay, envolventes, hélices y componentes de hierro y metal para barcos.

- 1948 - La Compañía Trasatlántica Española, que acababa de salir del período de incautación estatal, adquiere la mayoría accionarial de Corcho Hijos S.A. Juan Claudio Güell y Churruca unifica bajo su dirección ambas empresas y dedicando los astilleros a las reparaciones y revisiones anuales de los cuatro buques que quedaban de su vieja gran flota. Angel Corcho Horga (tutor de los Infantes en el exilio) y Juan Claudio (Conde de Ruiseñada, representante del Conde de Barcelona en España como aspirante a la Corona) eran amigos y subyacían además viejos vínculos financieros comunes de ambas familias con la Familia Real, circunstancias que sin duda influyeron en la unificación de las empresas. Se encomienda la dirección de la empresa a Álvaro de Maortua y Pico.

- 1950 - Corcho S.A. es la quinta empresa más importante de Cantabria, dando empleo a unas 630 personas.

- 1955 - La política financiera de la Trasatlántica acabará generando una crisis que afectará finalmente a los “Astilleros Corcho”.

- 1962 - La Sociedad Anónima Corcho Hijos se escinde en dos, tras un proceso iniciado el año anterior: La planta de la Reyerta toma entidad propia como Corcho S.A. (mantiene como logotipo el rombo con el martillo, y una llama emergente del vértice Superior), y la de San Martín como Basse-Sambre Corcho, S.A., (CORBASA) en la que Trasatlántica, en presencia simbólica, solo mantiene algunas acciones.

- 1969 - Corcho S.A. realiza importantes instalaciones de cocina industrial en varias instituciones públicas y entidades privadas, distribuidas por todo el territorio español (hospitales, cuarteles, colegios, hoteles...).

- 1970 - Corcho abandona la producción tradicional de cocinas económica y su línea de diversificación industrial, cerrando la fundición. A partir de este año fabrica cocinas eléctricas, de gas y mixtas; grandes cocinas para hostelería, hospitales, colegios, cuarteles...; lavadoras; calentadores de agua; frigoríficos, etc. En esta época, que además del mercado de particulares había cubierto una amplia cartera de instalaciones industriales en los años 60, tiene 43 delegaciones en España y se encuentra abriendo mercado en Portugal y Marruecos, con delegaciones en Lisboa y Casablanca. Esta internacionalización incipiente concluirá con la compra de Corcho por el grupo navarro Orbaiceta.

El grupo Orbaiceta (titular de Súper Ser) absorbe la fábrica de estufas Agni (Estella) y la de cocinas Corcho en Santander. Después la Crolls de Reus (Tarragona) y de Puebla (México). A finales de los 70 y principios de los 80 la crisis en el sector de electrodomésticos afectó a Súper Ser, la empresa Orbaiceta cayó en sus ventas y fue adquirida en 1982 por el Gobierno de Navarra (en un proceso estatal de reconversión industrial del sector de electrodomésticos), que llegó a absorber más de 5.000 empleados.
- 1971 La parte del astillero se vende y pasa a ser Astilleros del Atlántico.

- 1973 - Tras varios años de reactivación, con nuevos productos, Corcho se convierte en empresa pionera en fabricación de encimeras y cocinas vitrocerámicas en España.

- 1983 - Ante la crisis del grupo Orbaiceta, se crean las sociedades SOGEFESA e INELSA para, luego, Corcho integrarse como sociedad de cartera en la sociedad SAFEL , que gestionó la planta hasta 1989, con participación mayoritaria del gobierno de Navarra: éste sostiene al grupo generador de “Súper Ser” y adquiere la empresa de Orbaiceta, que comprende las marcas Súper Ser, Agni, Crolls, Corcho...

- 1989 - BS Electrodomésticos, del grupo Bosch-Siemens Home Appliances (BSH), adquiere el grupo foral navarro SAFEL, en el que se encuentra integrado Corcho, S.A..

- 1994 - BS Electrodomésticos especializa la fábrica de Corcho en el mercado gasístico, ya en anteriormente cultivado en cocinas y encimeras, recuperando un segmento de mercado que no había evolucionado en dos décadas, por la competencia de las vitrocerámicas y demás elementos eléctricos. Entre los años 1994 y 2001, BSH destina su factoría santanderina, la vieja Corcho, al desarrollo y fabricación de cocinas de gas.

La empresa Corcho, creada en épocas de los pioneros de la Segunda Revolución Industrial, compañera de trayectorias de la Compañía Trasatlántica Española, de los complejos empresariales creados por Ernst Werner von Siemens o por Robert Bosch -nacidos como los Talleres Corcho a mediados del siglo XIX- es finalmente absorbida por estas empresas. Su trayectoria como empresa familiar a finales del XIX fue relevante en la industria balnearia, el saneamiento y la fumistería, con capacidad de construcciones mecánicas sofisticadas. Luego, a medida que avanzara el siglo XX, se incorporaría a la electrificación española, la construcción naval, las construcciones metálicas, las instalaciones mineras, el ferrocarril y la fabricación para industria química, terminando su trayectoria como razón social y como marca en el sector de electrodomésticos. Se conserva su emblema en viejas instalaciones hidráulicas, balnearios y viviendas que recuerdan la incidencia y la aportación al desarrollo que la empresa tuvo a lo largo de siglo y medio.